# Cracker (banda)

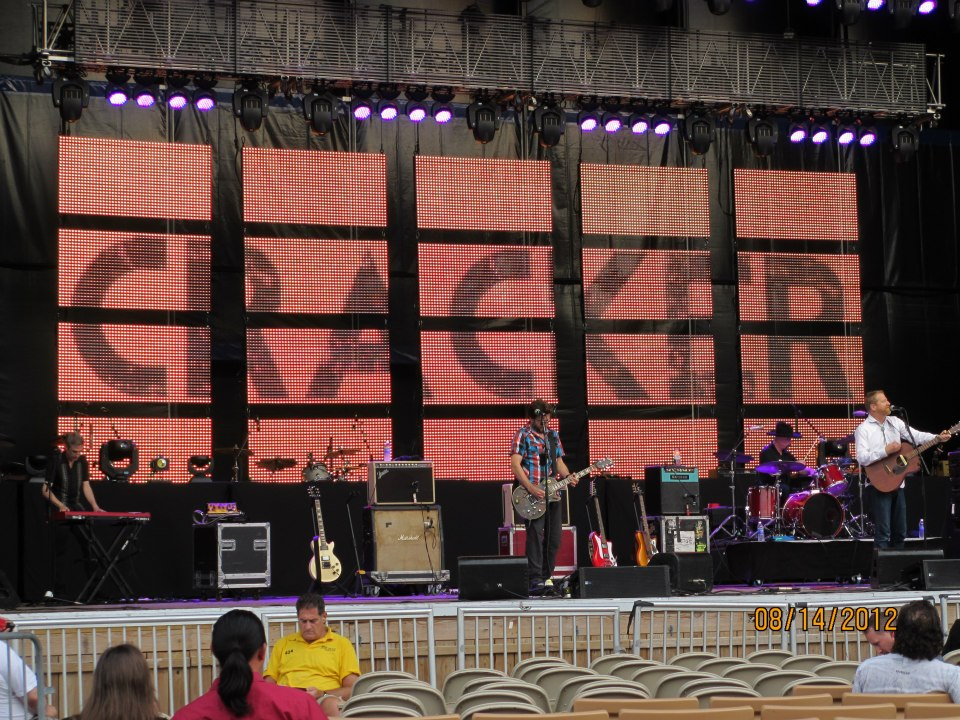
Cracker (Jones Beach)

Cracker (banda) es una banda norteamericana de rock alternativo liderada por el antiguo miembro de Camper Van Beethoven, el cantante David Lowery (musician), con el guitarrista Johnny Hickman. Sobre todo se les conoce por sus canciones "Low" y "Teen Angst (What the World Needs Now)". En 1995 Cracker contribuyó con una versión de "Good Times, Bad Times" de Led Zeppelin al álbum de tributo a la banda, When the Levee Breaks. La web de la banda cierta vez calificó a la banda como la única banda abierta tanto a Grateful Dead como a Ramones. Cracker mezcla de forma fácil influencias y sonidos que van desde clásico country-rock, psicodelia, punk y folk, en un cóctel de Americana. Cracker experimentó grandes transformaciones en su formación, en la que sólo han permanecido inalterables Lowery y Hickman, durante los 90 y los primeros 00. La banda abandonó Virgin Records con su grabación de 2003, titulada Countrysides. Un colaboración reciente con la banda de bluegrass Leftover Salmon, Oh Cracker, Where Art Thou? (2003), contiene versiones bluegrass de viejas canciones de Cracker (banda). Su último álbum, titulado Greenland, se publicó el 6 de junio de 2006.

## Miembros actuales
- David Charles Lowery - guitarra y voces (1990-presente)
- Johnny Hickman - guitarra principal (1990-presente)
- Kenny Margolis - teclados y percusión (1996-presente)
- Frank Funaro - batería (1996-presente)
- Sal Maida - bajo (2006-presente)

## Miembros originales
- Davey Faragher - bajo (1990-1992
- Bob Rupe - bajo (1994-1999)
- Brandy Wood - bajo (1999-2004)
- Victor Krummenacher - bajo (2004-2006)
- Phil Jones - batería (1990-1994)
- Johnny Hott - batería (1994-1996)

## Discografía
Álbumes:
- Cracker (1992)
- Kerosene Hat (1993)
- Bob's Car (1994)
- The Golden Age (1996)
- Gentleman's Blues (1998)
- Forever (2002)
- Hello, Cleveland! Live at the Metro (2002)
- O' Cracker Where Art Thou? (2003)
- Countrysides (2003)
- Greenland (2006)
- Sunrise in the Land of Milk and Honey (2009)

Singles & EP:
- "Teen Angst" (1992)
- "Tucson" (1993)
- "Low" (1993)
- "Get Off This" (1994)
- "Euro-Trash Girl" (1994)
- "I Hate my Generation" (1996)
- "Nothing To Believe In" (1996)
- "Turn on, Tune in, Drop Out with Me" (2009)

Compilations:
- The Virgin Years (1995) con Camper van Beethoven.
- Garage D'Or (2000): doble disco de grandes éxitos y rarezas.
- Get On With It: The Best Of... (2006) colección de grandes éxitos de Virgin Records.
- Greatest Hits Redux (2006) grabaciones en directo autorizadas por la banda.